# 69-та гвардійська стрілецька дивізія (СРСР)
69-а стрілецька дивізія — військове з'єднання СРСР у Другій світовій війні.

## Історія з'єднання
Дивізія сформована 10.03.1942 року в Казані на базі 405 стрілецької дивізії як 120 стрілецька дивізія (Постановою ДКО № 1229 від 01.02.1942). 06.02.1943 року перетворена в 69 стрілецьку дивізію.
В діючій армії: з 30.08.1942 по 02.02.1943, з 06.02.1943 по 19.02.1943, з 18.07.1943 по 22.07.1943, з 13.08.1943 по 04.09.1944, з 27.10.1944 по 09.05.1945
В червні 1942 року перекинута водним транспортом в Саратов, де була доукомплектована.
4 вересня 1942 року вступає в перший бій. Брала участь в Сталінградській битві.
15.02. 1943 року була завантажена в ешелони на станції Гумрак і відправлена у Валуйки в склад ВорФ.
20.8.44 р. 69-й Гвардійській дивізії була поставлена задача прорвати оборону супротивника північно-західніше міста Ясси.
Свій бойовий шлях 69 гвардійська Звенігородська Червонопрапорна дивізія закінчила у Відні і в 1945 році була передислокована в місто Сморгонь Білоруської РСР.

## Повна назва
69-а Червонопрапорна Звенигородська гвардійська стрілецька дивізія

## Склад
- 204-й стрілецький полк
- 289-й стрілецький полк
- 538-й стрілецький полк
- 543-й стрілецький полк
- 1033-й артилерійський полк
- 410-й окремий винищувально-протитанковий дивізион
- 464-а зенітна батарея
- 161-а розвідувальна рота
- 328 саперний батальйон
- 97-й окремий батальйон зв'язку
- 248-й медико-санітарний батальйон
- 148-а окрема рота хімічного захисту
- 532-а автотранспортна рота
- 376-а польова хлібопекарня
- 665-й (67) дивизіонний ветеринарний лазарет
- 1974-а польова поштова станція
- 1155-а польова каса Держбанку

## Командири
- Рякин Микола Васильович (10.03.1942 — 26.10.1942) полковник, генерал-майор;
- Джахуа Кирило Кочоєвич (27.10.1942 — 09.05.1945), полковник, генерал-майор.

## Нагороди
- 13 лютого 1944 — присвоєно почесну назву «Звенигородська»
- 15 вересня 1944 — нагороджено орденом Червоного прапора.